# Johann Barbieri

Johann Barbieri (ca. 1886)

Johann Barbieri  (* 18. Mai 1852 in Graz als Johannes Leopold Wisjak; † 13. Juni 1926 in Zürich; heimatberechtigt seit 1878 in Hottingen (heute Zürich)) war ein österreichisch-schweizerischer Chemiker und Hochschullehrer.

## Leben
Johann Barbieri war ein unehelicher Sohn von Johann Kalister und Helena Wisjak. Sein Vater lebte als Gutsbesitzer in Triest. Barbieri wuchs in Triest auf. 1873 heiratete er Hermina Aloisia Barbieri, Tochter des k.k. Oberst Benedikt von Barbieri († 1880 in Graz) und der aus Bologna stammenden Maria Lodÿ. Sie war ab 1892 mit Tochter im Tirol wohnhaft. Mit Bewilligung der k.k. Statthalterei durfte er ab 1873 den Namen seiner Ehefrau Barbieri führen.
Barbieri wurde zunächst zum Kavallerieoffizier ausgebildet. Von 1873 bis 1875 absolvierte er ein Chemiestudium am Eidgenössischen Polytechnikum in Zürich. Anschliessend von 1876 bis 1879 war er dort Assistent an der agrikulturchemischen Abteilung und erlangte 1878 die Doktorwürde (Dr. chem.). Von 1879 bis 1882 war er Privatdozent für «Chemische Disciplinen» an der Freifächerabteilung des Polytechnikums, von 1882 bis 1895 war er ausserdem Professor an der Kantonalen Tierarzneischule Zürich. Barbieri hielt von 1880 bis 1926 Vorlesungen über Fotografie am Polytechnikum. 1889 wurde ihm der Titularprofessor verliehen. 1886 gründete er das Photographische Institut am Polytechnikum.
Seine Lehrtätigkeit war vor allem auf die praktische Anwendung der Fotografie ausgerichtet. Ab 1890 dozierte er auch über Photogrammetrie, ab 1906 über die neue Farbfotografie und ab 1912 über Militärfotografie. Er amtete auch als Gerichtsexperte zur Untersuchung gefälschter Schriftstücke. Ausserdem war er langjähriger Präsident der Photographischen Gesellschaft und des Photographen-Clubs Zürich. Barbieri war auch Mitglied der Zunft zur Schmiden.

## Bildergalerie

Selbstporträt 1: Wärst net aufi gstiegn –
Selbstporträt 2: Warst net obi gfolln
«Doppelgänger-Aufnahme»: I. Die feindlichen Brüder
«Doppelgänger-Aufnahme»: II. Nach einem Jahre